# Djugu
Djugu är ett territorium i Kongo-Kinshasa. Det ligger i provinsen Ituri, i den nordöstra delen av landet, 1 800 km öster om huvudstaden Kinshasa.